# Heliogábalo (divindade)
Heliogábalo (em latim: Aelagabalus ou Heliogabalus) é um deus do Sol Siro-Romano. Embora existam muitas variações do nome, o deus foi constantemente referido como Heliogábalo em moedas Romanas e inscrições datadas de 218, durante o reinado do imperador Heliogábalo.

## Culto

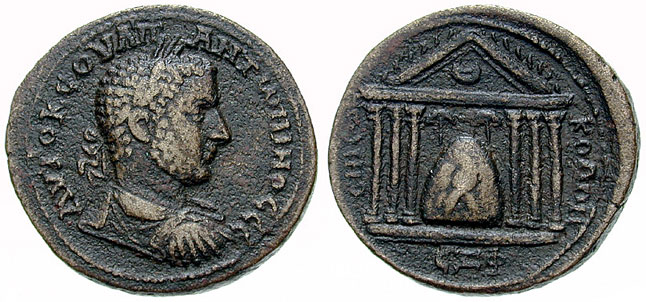
O templo em Emesa, que contém a pedra sagrada, no reverso da moeda de bronze pelo usurpador romano Urânio

Heliogábalo foi inicialmente venerado em Emesa, na Síria. O nome é a versão Latinizada da palavra semitica Ilāh Hag-Gabal, que deriva de Ilāh "deus" e gabal "montanha" (em árabe: جبل jabal), resultando em "o Deus da Montanha", . O culto da divindade se espalhou para outras partes do Império Romano, no século II. Por exemplo, uma dedicações a ele tem sido encontradas em lugares tão longe como Woerden, na moderna Holanda.

## Em Roma

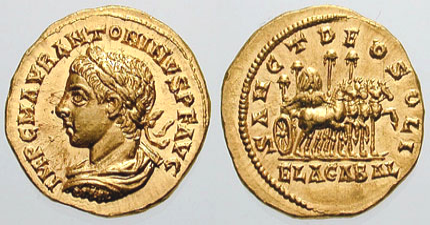
Heliogábalo AV Aureus. Atingido em 218-219 DC. Hortelã de Antioquia. IMP C M AVR ANTONINVS P F AVG, laureado, busto drapeado e couraçado à esquerda, visto por trás; SANCT DEO SOLI, ELAGABAL em exergue, quadriga à direita com pedra de Emesa sobre a qual está uma águia; quatro guarda-sóis ao redor.

A estátua de culto foi trazido para Roma pelo Imperador Marco Aurelio Antonino, que, antes de sua ascensão, foi o sumo sacerdote em Emesa e foi comumente chamado de Heliogábalo após a deidade.
A divindade Síria foi assimilada com o deus romano do Sol conhecido como Sol Invicto.

Um templo chamado Elagabálio foi construído na face leste do monte Palatino, para abrigar a pedra sagrada do templo de Emessa, um meteorito. Herodiano escreve sobre a pedra: 
Esta pedra é adorada como se fosse o enviado do céu; para isso, existem algumas pequenas projeção de peças e marcas que são apontados, que a gente gostaria de acreditar que são uma imagem aproximada do sol.

## Leitura complementar
- M. Pietrzykowsky, "Die Religionspolitik des Kaisers Elagabal", in: Aufstieg und Niedergang der römischen Welt, II 16.3 (1986) 806-1825